# Hubert Curien
Hubert Curien (Cornimont, 30 ottobre 1924 – Loury, 6 febbraio 2005) è stato un fisico francese.

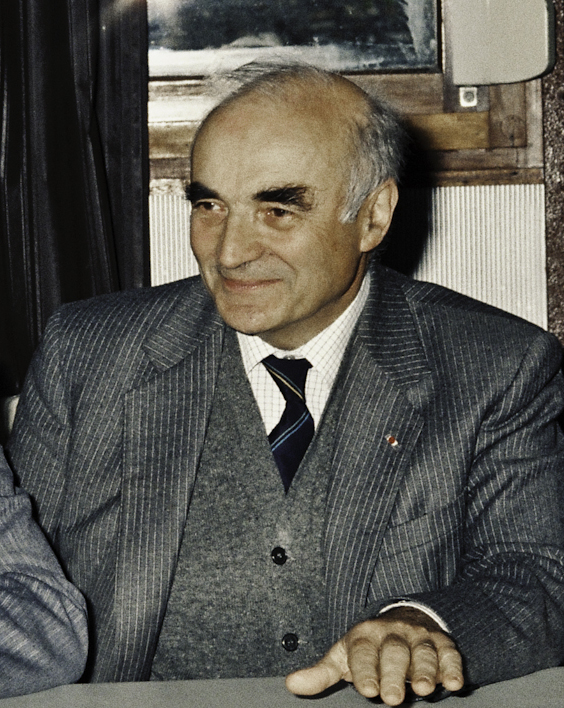
Hubert Curien

Figura centrale nella politica scientifica europea, fu presidente del CERN da 1994 al 1996, primo presidente dell'Agenzia Spaziale Europea dal 1981 a 1984, secondo presidente dell'Academia Europæa.
Curien è stato ministro della ricerca della Francia dal 1984 al 1986 e dal 1988 al 1993. È stato ammesso fra i membri dell'Accademia francese delle scienze nel 1994.
È stato inoltre presidente della Fondazione di Francia dal 1998 al 2000.
L'Agenzia Spaziale Europea, la NASA e il Comitato per la Ricerca Spaziale hanno deciso di dedicare a suo nome il sito di atterraggio su Titano della sonda Cassini-Huygens, dal marzo 2007 conosciuto come "Mémorial Hubert-Curien".
Il programma di scambi scientifici bilaterali del Ministero degli Esteri francese, attivo in oltre sessanta Paesi e prima conosciuto come "Programmes d'actions intégrées" o PAI, è stato ribattezzato "Partenariats Hubert-Curien" o PHC.
I mineralogisti Fabien Cesbron e Noël Morin hanno chiamato un minerale curienite in suo onore.

## Contributi selezionati
- 1995 - Big Instruments and Big Programmes for Research: Where is the Limit?, Eindhoven: Technische Universiteit Eindhoven. OCLC 68879293
- 1998 -Dictionnaire des sciences de la terre: continents, océans, atmosphère (con Yves Gautier, redattore). Parigi: Encyclopædia Universalis, Albin Michel. ISBN 978-2-226-10094-8